# 広ヶ谷戸
広ヶ谷戸（ひろがやと）は、埼玉県さいたま市南区の大字。郵便番号は336-0041。

## 地理
さいたま市南区の東部に位置する。地区は大字大谷口に囲まれ、北側で緑区大字中尾と隣接する。宅地化が進んでいる。周辺の地区が住居表示を実施していったなか、大字のまま残存している。

## 歴史
もとは江戸期より存在した武蔵国足立郡木崎領に属する広ヶ谷戸村であった。元禄年間頃より大谷口村より分村されたと見られる。
- 発足時は幕府領、以降変遷なし[4]。
- 幕末時点では足立郡広ヶ谷戸村であった。明治初年の『旧高旧領取調帳』の記載によると、代官大竹左馬太郎支配所が管轄する幕府領であった[6]。
- 1868年（慶応4年）6月19日 - 武蔵知県事・山田政則（忍藩士）の管轄となる。
- 1869年（明治2年） 
  - 1月13日 - 武蔵知県事・宮原忠英の管轄区域に大宮県を設置。県庁は東京府馬喰町に置かれる。
  - 9月29日 - 県庁が浦和に置かれ浦和県に改称。
- 1871年（明治4年）11月13日 - 第1次府県統合により埼玉県の管轄となる。
- 1879年（明治12年）3月17日 - 郡区町村編制法により成立した北足立郡に属す。郡役所は浦和宿に設置。
- 1889年（明治22年）4月1日 - 町村制により、北足立郡大谷場村・太田窪村・大谷口村・広ヶ谷戸村・円正寺村・原山新田が合併し、谷田村が発足[7][8]。谷田村の大字広ヶ谷戸となる[4]。
- 1932年（昭和7年）4月1日 - 谷田村が木崎村（大字北袋を除く）とともに浦和町へ編入され[7][9]、浦和町の大字となる。
- 1934年（昭和9年）2月11日 - 浦和市が市制を施行し[9]、浦和市の大字となる。
- 1973年（昭和48年）4月1日 - 地内に浦和市立大谷口小学校（現・さいたま市立大谷口小学校）が開校する。
- 1975年（昭和50年）4月1日 - 地内に浦和市立大谷口中学校（現・さいたま市立大谷口中学校）が開校する。
- 1989年（平成元年）3月15日 - 前日に大谷口第二土地区画整理事業の換地処分の公告が行われた[10]ことに伴い、一部で地番が変更される。
- 2001年（平成13年）5月1日 - 浦和市・大宮市・与野市が合併し、さいたま市が発足。同市の大字となる。
- 2003年（平成15年）4月1日 - さいたま市が政令指定都市に移行し、同市南区の大字となる。
- 2004年（平成16年）12月18日 - 地内に第二産業道路が開通する。

## 世帯数と人口
2017年（平成29年）9月1日時点の世帯数と人口は以下のとおりである。
| 大字         | 世帯数    | 人口    |
| ------------ | --------- | ------- |
| 大字広ヶ谷戸 | 1,024世帯 | 2,309人 |

## 小・中学校の学区
市立小・中学校に通う場合、学区（校区）は以下のとおりとなる。
| 区域                                  | 小学校                   | 中学校                   |
| ------------------------------------- | ------------------------ | ------------------------ |
| 283番地 - 289番地1 290番地2、291番地2 | さいたま市立向小学校     | さいたま市立大谷口中学校 |
| その他                                | さいたま市立大谷口小学校 | さいたま市立大谷口中学校 |

## 交通

### 鉄道
地内に鉄道路線は通っていない。最寄り駅は地点によって異なり、東日本旅客鉄道（JR東日本）京浜東北線・武蔵野線の南浦和駅、または武蔵野線の東浦和駅である。

### 道路
- 埼玉県道1号さいたま川口線（第二産業道路および旧道）

## 文化財
- 広ヶ谷戸の庚申塔 - 旧浦和市内では最古の庚申塔。高さ1.2 m、背面荒削りの舟形塔で、青面金剛像、二童子像、四夜叉像を浮き彫りにしたほか、二鶏、二猿も彫られている。稲荷越にある。1664年（寛文4年）5月造立。有形民俗文化財となっている。
- 稲荷越遺跡 - 1987年（昭和62年）の発掘調査では、縄文時代後期の竪穴建物跡が発見された。現在は宅地化。

## 施設
- さいたま市立大谷口小学校
- さいたま市立大谷口中学校
- 浦和神経サナトリウム（病院）
- 善応院
- 大谷口幼稚園
- 広ヶ谷戸子供広場